# 11. Seimas
Der 11. Seimas war das litauische Parlament (Seimas), gewählt für die Legislaturperiode von 2012 bis 2016.

## Präsidenten des Seimas
- 2012–2013: Vydas Gedvilas

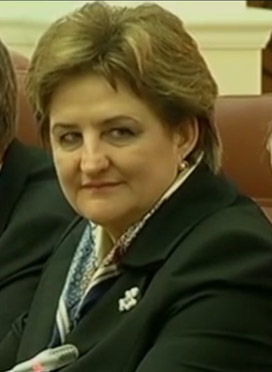
Loreta Graužinienė

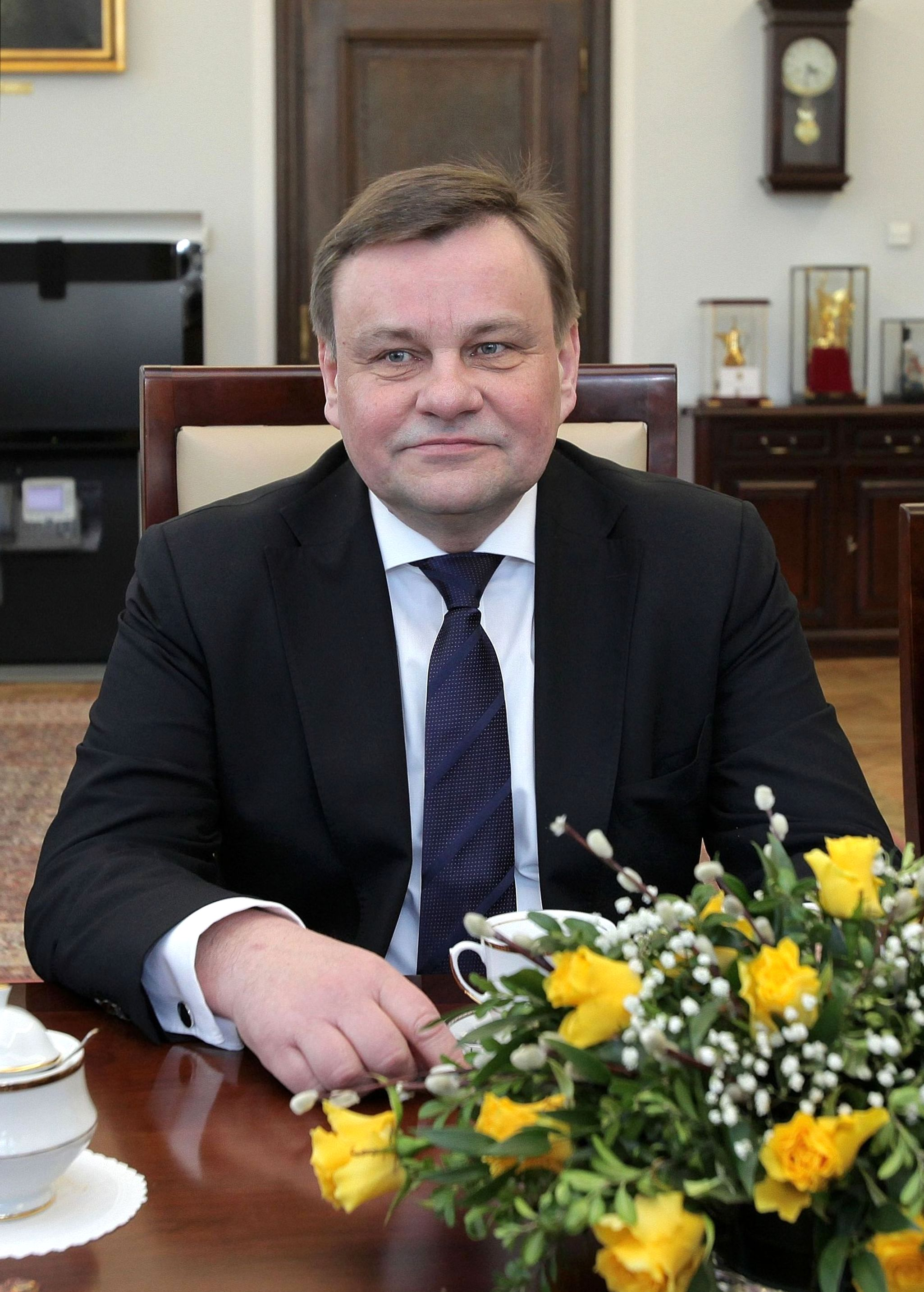
Vydas Gedvilas

- Seit Oktober 2013: Loreta Graužinienė
- Alterspräsidentin Vida Marija Čigriejienė (* 1936)

## Vizepräsidenten des Seimas
- Vydas Gedvilas, erster Stellvertreter des Seimas-Vorsitzenden, DP
- Irena Degutienė, Stellvertreterin des Seimas-Vorsitzenden, TS-LKD
- Gediminas Kirkilas, Stellvertreter des Seimas-Vorsitzenden, LSDP
- Kęstas Komskis, Stellvertreter des Seimas-Vorsitzenden, TT
- Jaroslav Narkevič, Stellvertreter des Seimas-Vorsitzenden, LLRA
- Algirdas Sysas, Stellvertreter des Seimas-Vorsitzenden, LSDP

## Mitglieder nach Parteiliste

### Lietuvos socialdemokratų partija
- Vytenis Andriukaitis
- Mindaugas Bastys
- Juozas Bernatonis
- Bronius Bradauskas
- Algirdas Butkevičius
- Arūnas Dudėnas
- Kazys Grybauskas, seit 2013
- Edmundas Jonyla
- Benediktas Juodka
- Gediminas Kirkilas
- Orinta Leiputė
- Gintautas Mikolaitis
- Kristina Miškinienė
- Albinas Mitrulevičius
- Arvydas Mockus
- Alma Monkauskaitė
- Antanas Nesteckis
- Juozas Olekas
- Bronius Pauža
- Marija Pavilionienė
- Milda Petrauskienė
- Darius Petrošius
- Domas Petrulis
- Raminta Popovienė
- Juras Požela (1982–2016), starb am 16. Oktober 2016
- Giedrė Purvaneckienė
- Julius Sabatauskas
- Algimantas Salamakinas
- Vytautas Saulis
- Valerijus Simulik
- Rimantas Sinkevičius
- Artūras Skardžius
- Algirdas Sysas
- Eduardas Šablinskas
- Rimantė Šalaševičiūtė
- Irena Šiaulienė
- Birutė Vėsaitė
- Edvardas Žakaris
- Andrius Palionis

### Tėvynės Sąjunga – Lietuvos krikščionys demokratai
- Mantas Adomėnas
- Vilija Aleknaitė Abramikienė
- Arvydas Anušauskas
- Audronius Ažubalis
- Agnė Bilotaitė
- Vida Marija Čigriejienė
- Rimantas Dagys
- Irena Degutienė
- Arimantas Dumčius
- Donatas Jankauskas
- Sergejus Jovaiša
- Rasa Juknevičienė
- Vytautas Juozapaitis
- Liutauras Kazlavickas
- Dainius Kreivys
- Andrius Kubilius
- Rytas Kupčinskas
- Kazimieras Kuzminskas
- Vincė Vaidevutė Margevičienė
- Kęstutis Masiulis
- Antanas Matulas
- Naglis Puteikis
- Jurgis Razma
- Paulius Saudargas
- Kazys Starkevičius
- Algis Strelčiūnas
- Valentinas Stundys
- Stasys Šedbaras
- Egidijus Vareikis
- Arvydas Vidžiūnas
- Emanuelis Zingeris
- Pranas Žeimys
- Rokas Žilinskas

### Darbo partija (Liberale)
- Virginija Baltraitienė
- Šarūnas Birutis
- Saulius Bucevičius
- Valentinas Bukauskas
- Petras Čimbaras
- Kęstutis Daukšys
- Larisa Dmitrijewa
- Sergej Dmitrijew
- Vilija Filipovičienė
- Viktoras Fiodorovas
- Vytautas Gapšys
- Vydas Gedvilas
- Loreta Graužinienė
- Gediminas Jakavonis
- Saulius Jakimavičius
- Jonas Kondrotas
- Raimundas Markauskas
- Dangutė Mikutienė
- Petras Narkevičius
- Raimundas Paliukas
- Artūras Paulauskas
- Audronė Pitrėnienė
- Ričardas Sargūnas
- Valdas Skarbalius
- Gintaras Tamošiūnas, ab 2014
- Darius Ulickas
- Sergej Ursul
- Viktor Uspaskich, bis 2014
- Vitalija Vonžutaitė
- Mečislovas Zasčiurinskas
- Zita Žvikienė

### Tvarka ir teisingumas (Liberaldemokraten)
- Remigijus Ačas
- Kęstutis Bartkevičius
- Petras Gražulis
- Vytautas Kamblevičius
- Kęstas Komskis
- Andrius Mazuronis
- Valentinas Mazuronis, bis Juni 2014
- Rimas Antanas Ručys, seit Juni 2014
- Jolita Vaickienė
- Ona Valiukevičiūtė
- Julius Veselka (1943–2012), bis 2012
- Remigijus Žemaitaitis

### Lietuvos Respublikos liberalų sąjūdis
- Petras Auštrevičius
- Vitalijus Gailius
- Eugenijus Gentvilas
- Kęstutis Glaveckas
- Algis Kašėta
- Dalia Kuodytė
- Eligijus Masiulis
- Gintaras Steponavičius
- Remigijus Šimašius
- Dalia Teišerskytė

### Akcja Wyborcza
- Zbigniew Jedziński
- Wanda Krawczonok
- Józef Kwiatkowski
- Michał Mackiewicz
- Jarosław Narkiewicz
- Irina Rozowa
- Leonard Talmont
- Rita Tamašunienė

### Drąsos kelias (populistische Partei)
- Povilas Gylys
- Vytautas Antanas Matulevičius
- Algirdas Vaclovas Patackas
- Aurelija Stancikienė
- Jonas Varkala
- Valdas Vasiliauskas
- Neringa Venckienė, bis Juni 2014, da im Amtsenthebungsverfahren wegen des Verstoßes gegen die litauische Verfassung sowie Bruchs des Amtseids entfernt wurde
- Stasys Brundza, ab Juli 2014

### LVŽS
- Rima Baškienė

### Unabhängige Mitglieder
- Linas Balsys (LŽP)
- Povilas Urbšys